# Karekin Sarkissian
Karekin Sarkissian (armenisch: Գարեգին Սարգիսյան; * 27. August 1932 in Kessab (Syrien); † 29. Juni 1999 in Jerewan) war ein Katholikos der Armenischen Apostolischen Kirche, zunächst als Karekin II. „Katholikos des Großen Hauses von Kilikien“ und sodann als Karekin I. „Oberster Katholikos Aller Armenier“ in Etschmiadsin (Vałaršapat).

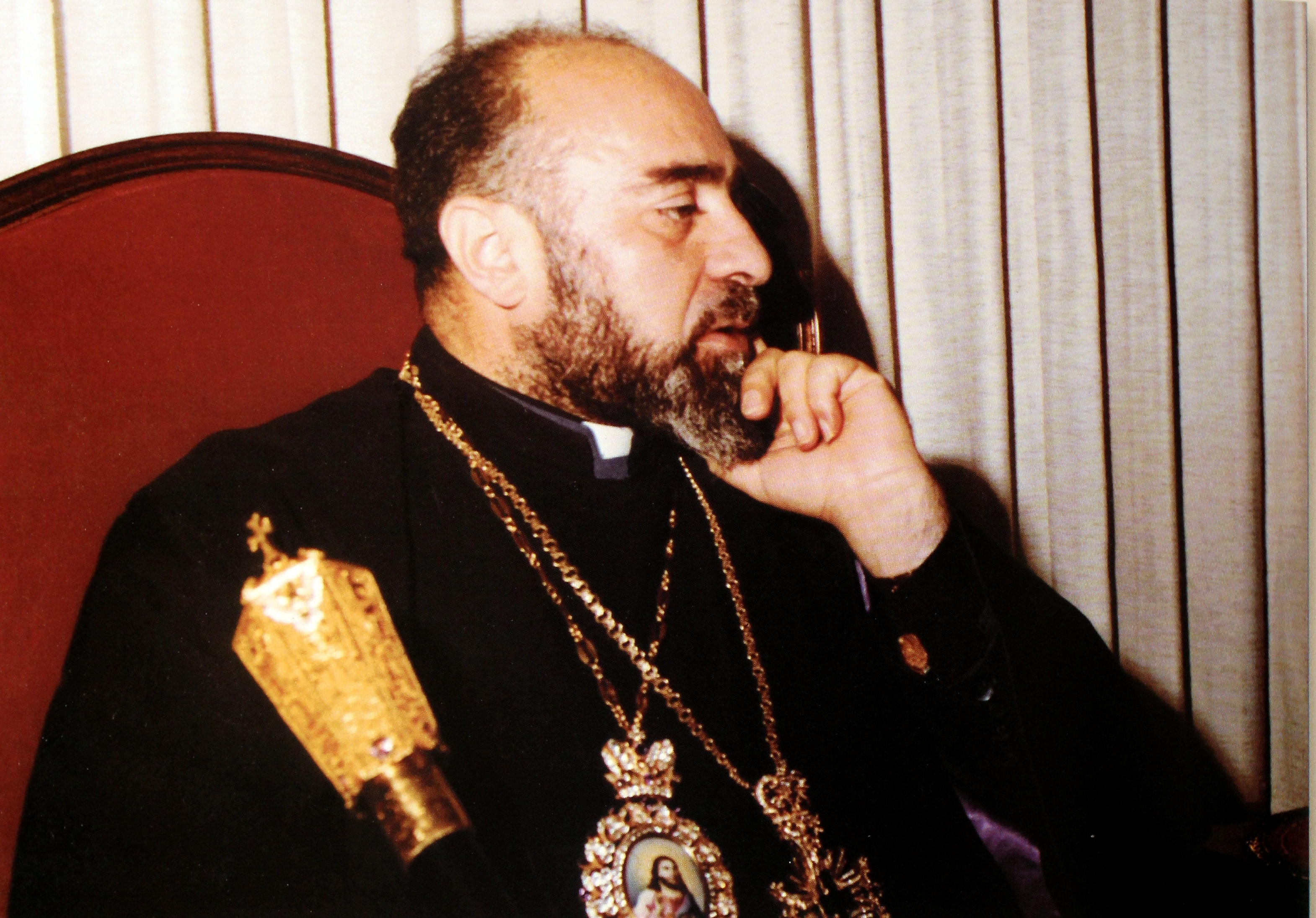
S. H. Katholikos Karekin I.

## Leben
Sarkissian (Taufname: Neshan) besuchte die armenische Grundschule in seinem Geburtsort und trat 1946 in das Theologische Seminar des Katholikats von Kilikien in Antelias ein. 1949 wurde er zum Diakon, 1952 zum Mönchspriester geweiht und nahm dabei den Namen Karekin (Garegin) an (nach Katholikos Karekin I. Hovsepian). 1955 wurde er zum Wardapet promoviert und Professor, später auch Dekan am Seminar in Antelias. 1957 bis 1959 studierte er in Oxford, wo er mit der Dissertation The Council of Chalcedon and the Armenian Church den universitären Doktorgrad erwarb.
1963 bis 1965 nahm er als Beobachter am Zweiten Vatikanischen Konzil teil.
Am 19. Januar 1964 erteilte ihm Katholikos Choren I. die Bischofsweihe für das Bistum Teheran. Ab 1971 wirkte er als Prälat der Diözese Iran und Indien mit Sitz in Neu-Dschulfa (Isfahan). Am 26. April 1973 wurde er zum Erzbischof erhoben und 1975 zum Primas der Östlichen Prälatur des Kilikischen Katholikats in New York bestellt.
Am 29. Mai 1977 wurde er zum Katholikos Karekin II. von Kilikien gewählt und eine Woche später gesalbt. Bis 1983 wirkte er als Katholikos-Koadjutor. Nach dem Ableben seines Vorgängers Choren I. übernahm er das Amt voll.
Seit dem Erdbeben von Spitak 1988 normalisierten sich die zuvor nicht spannungsfreien Beziehungen zwischen den beiden armenischen Katholikaten. Katholikos Karekin II. traf sich häufiger mit Katholikos Wasgen I. von Etschmiadsin und nahm auch an dessen Beisetzung am 28. August 1994 teil.
Am 4. April 1995 wurde Karekin Sarkissian auf Empfehlung des armenischen Präsidenten Lewon Ter-Petrosjan durch die Kirchliche Nationalversammlung zum „Obersten Katholikos Aller Armenier“ gewählt und am 9. April in Etschmiadsin, hier als Karekin I., inthronisiert. Er reorganisierte das Geistliche Seminar des Katholikats und gründete sechs neue Diözesen, vier in Armenien, zwei in der Diaspora.

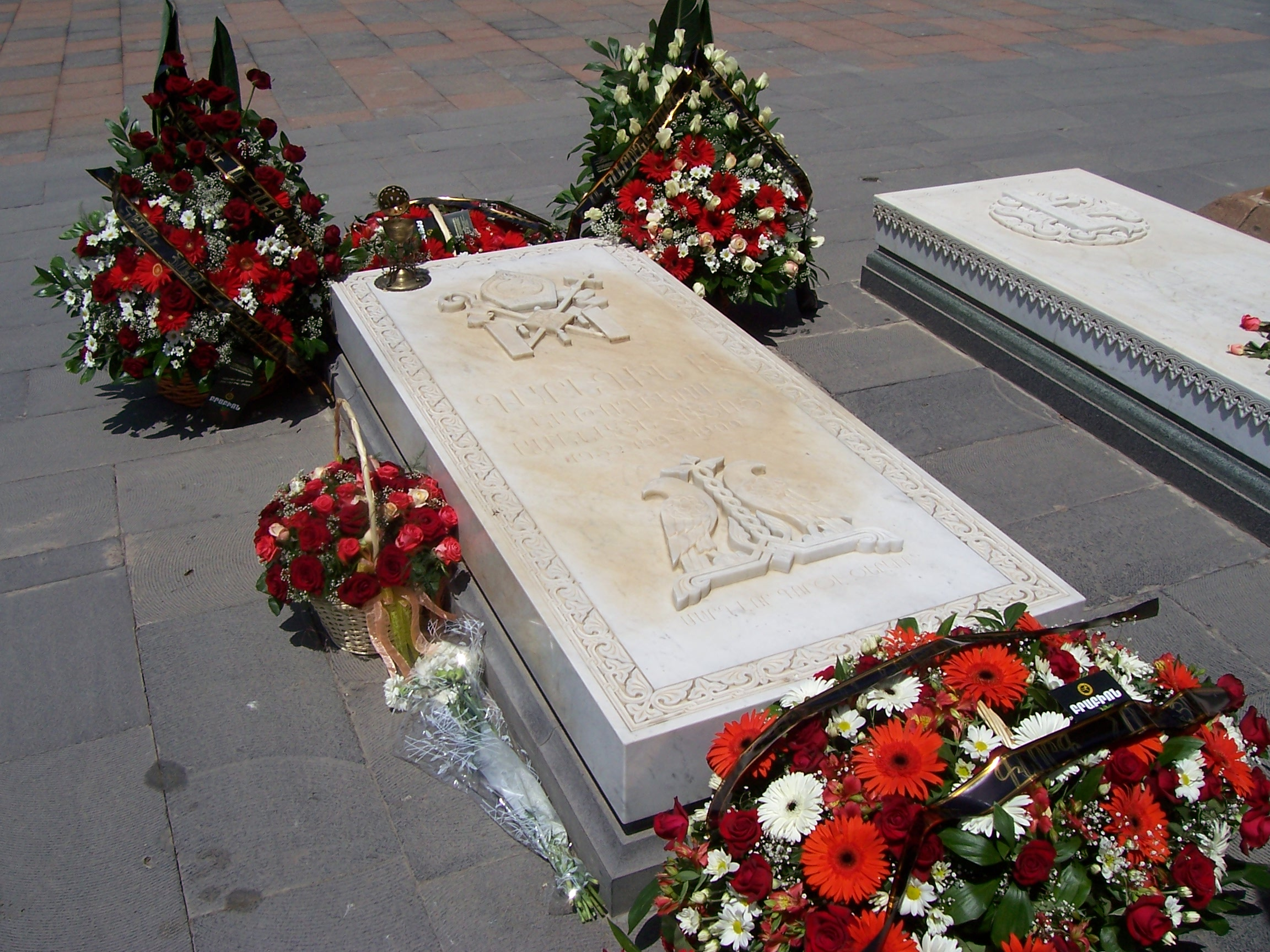
Grab des Katholikos Karekin I. in Etschmiadsin

Vom 10. bis 14. Dezember 1996 besuchte Karekin I. Papst Johannes Paul II. sowie Rom und vom 24. Januar bis 3. Februar 1998 Deutschland.
1999 erlag er einem Krebsleiden. Seine Nachfolger wurden in Antelias Aram I. und in Etschmiadsin Karekin II. Nersissian.

## Werke
- Karekin Sarkissian: A Brief Introduction to Armenian Christian Literature. Faith Press, London 1960.
- Karekin Sarkissian: The Council of Chalcedon and the Armenian Church. Armenian Prelacy, New York 1975.
- Karekin I., Katholikos Aller Armenier: Herausforderung zur Erneuerung. Für ein neues Zeitalter in der Armenischen Kirche. Diözese der Armenischen Kirche in Deutschland, Köln 1998, ohne ISBN.

## Ehrungen
- Dr. h. c. der Theologie verliehen durch die Universität Halle, Januar 1998[1]